# Adıyaman
Adıyaman  är en stad i sydöstra Anatolien i Turkiet. Den är administrativ huvudort för provinsen Adıyaman och hade 267 131 invånare i slutet av 2022. Staden är samtidigt huvudort för ett av provinsens distrikt, Merkez. Staden var tidigare känd för sina tobaksodlingar.  
Norr om staden ligger ruinerna efter staden Perrhe, som var en av fyra kärnstäder i det senantika kungariket Commagene.
Adıyaman hette före 1926 Hısn-ı Mansur eller Hüsnü Mansur, "Mansurs borg", efter kalifen Al-Mansur som regerade i Bagdad mellan 754 och 775. Namnet Adıyaman kommer antingen från Vadi i Leman, "vacker dal", eller av Yedi Yaman, "de tappra sju", efter en historia om sju söner som förstörde sin faders avgudabild och sedan dräptes av fadern.